# Премия Вейденбаума
Премия Вейденбаума (латыш. Veidenbauma prēmija) — латвийская литературная премия, основанная в 1968 году в ознаменование памяти латышского поэта Эдуарда Вейденбаума (1867—1892), а также в рамках торжеств 100-летнего юбилея со дня его рождения.

## История
До начала 1990-х годов вручалась администрацией колхоза им. Э. Вейденбаума Цесисского района один раз в два года, за яркое отображение людей труда в современной латышской литературе. В дальнейшем судьбой премии стала распоряжаться администрация Лиепской волости. Сама премия с этого времени стала вручаться за общественно значимые литературные работы латышских писателей.

## Лауреаты
Лауреатами премии в разные годы становились: Р. Эзера (1968), Э. Вилкс (1970), Э. Каулиньш, П. Баугис (1972), И. Зиедонис (1974), Х. Гулбис (1976), Э. Ханбергс (1978), А. Элксне (1982), И. Индране (1984), М. Свире (1986), В. Упмале (1988), В. Кайякс, М. Калндрува (1990), А. Ранцане (1992), М. Ванага (1994), А. Кареле (1996), К. Клана (1998), Л. Бридака (2000), А. С. Гайлите, Д. Бруниниеце (2002), А. Лице (2004), К. Скуйениекс (2007), Л. Кота (2009), И. Бауэре (2013), М. Коннула (2017), А. Юндзе (2023).